# Hydrocleys
Hydrocleys là chi thực vật có hoa trong họ Alismataceae.

## Hình ảnh

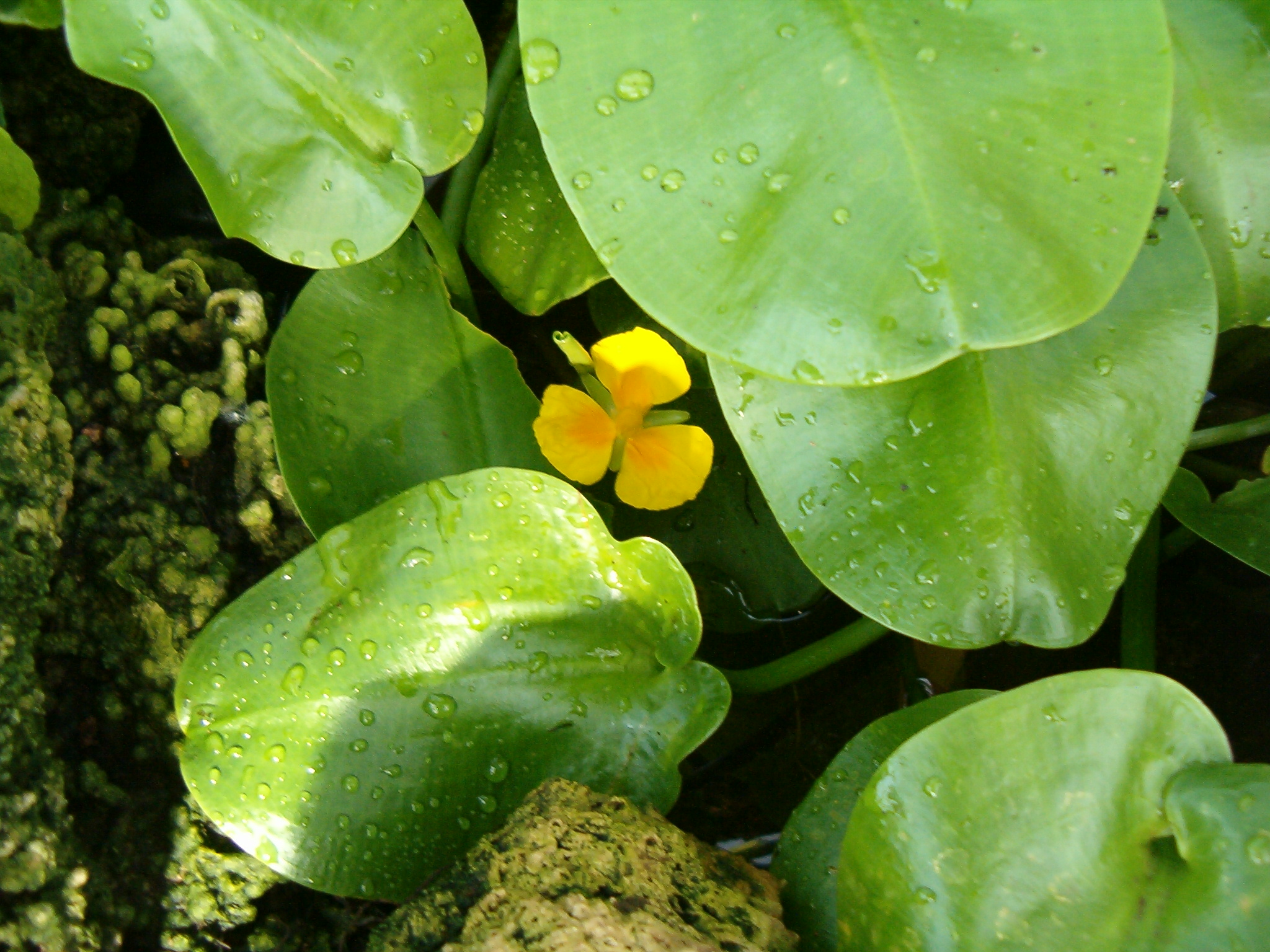
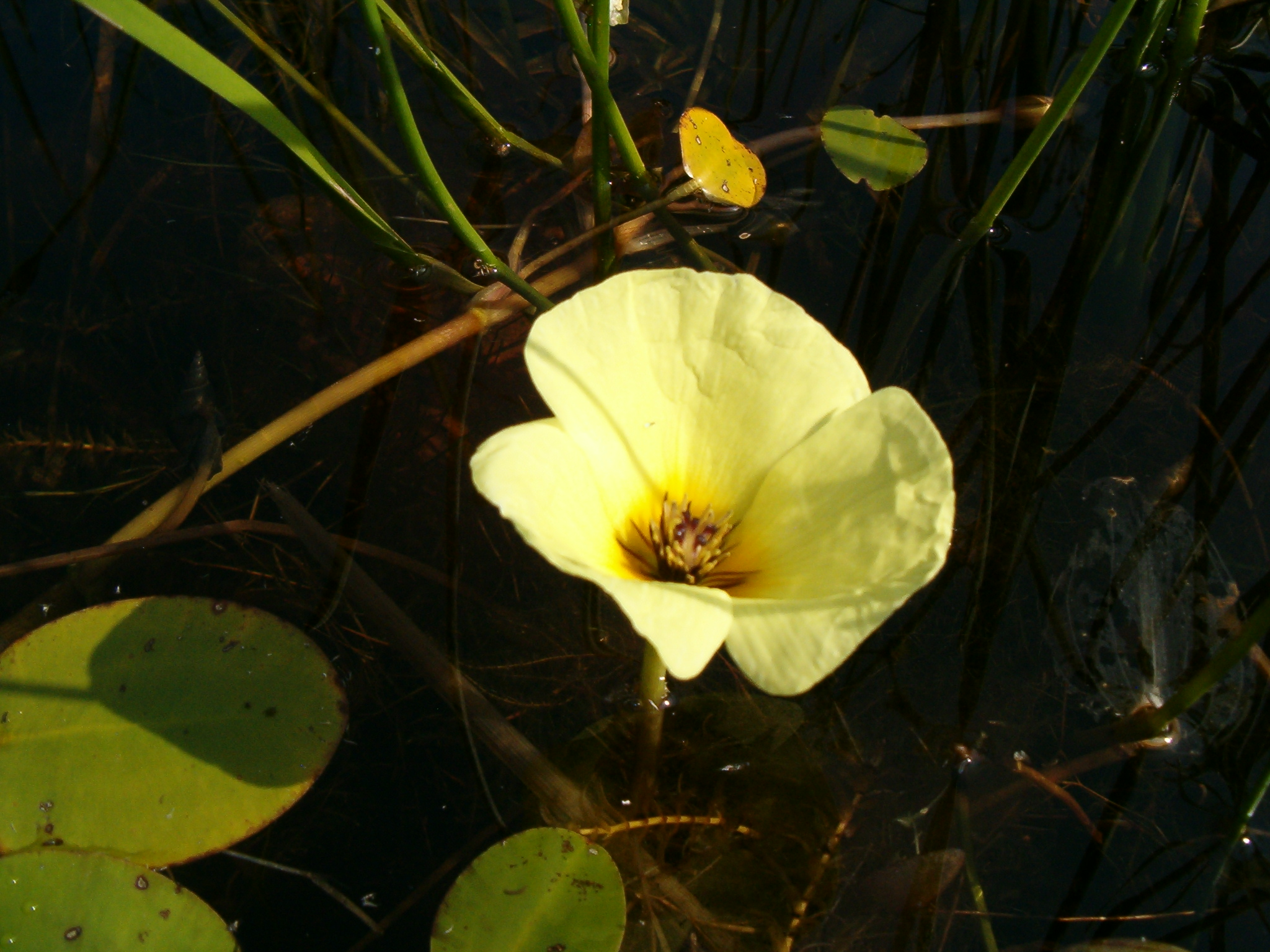